# Звонящий в полночь
«Звонящий в полночь» (англ. Midnight Caller) — американский телесериал. В 1989 году был удостоен премии «Primetime Emmy Awards» в категориях «Лучший приглашённый актёр в драматическом телесериале» (Джо Спано) и «Лучшая приглашённая актриса в драматическом телесериале» (Кэй Ленц), а также имеет несколько других номинаций.

## Сюжет
Главный герой Джек Киллиан — экс-полицейский. Он ушёл из полиции после того, как по неосторожности подстрелил своего напарника. Вскоре программный директор одной из местных радиостанций предлагает ему вести разговорный эфир по ночам. Сюжет всегда завязывается на звонке в эфир Джека.

## Актёры и персонажи

### Основной состав
- Гэри Коул — Джек Киллиан
- Деннис Дан — Билли По
- Артур Тэксьер — лейтенант Карл Зимак

### Второстепенный состав
- Микелти Уильямсон — Дикон Бриджес
- Венди Килберн — Девон Кинг
- Джерадо Кармона — Джерадо
- Стивен Энтони Джонс — Мартин Слокам
- Лиза Айлбахер — Никки Моллой

### В эпизодах
- Кэй Ленц — Тина Кессиди (4 эпизода)
- Джо Спано — Джон Саринго (1 эпизод)
- Чарльз Мартине — Марк Хеллер (1 эпизод)
- Эд О’Нилл — Хэнк (1 эпизод)
- Дэвид Морс — Чендлер (1 эпизод)
- Пэм Гриер — Сьюзан Провинс (1 эпизод)
- Тед Левайн — Фрэнк Брюер (1 эпизод)
- Эми Ясбек — Мэри Лоу Харпер (1 эпизод)